# Siedlung Mechelnbusch

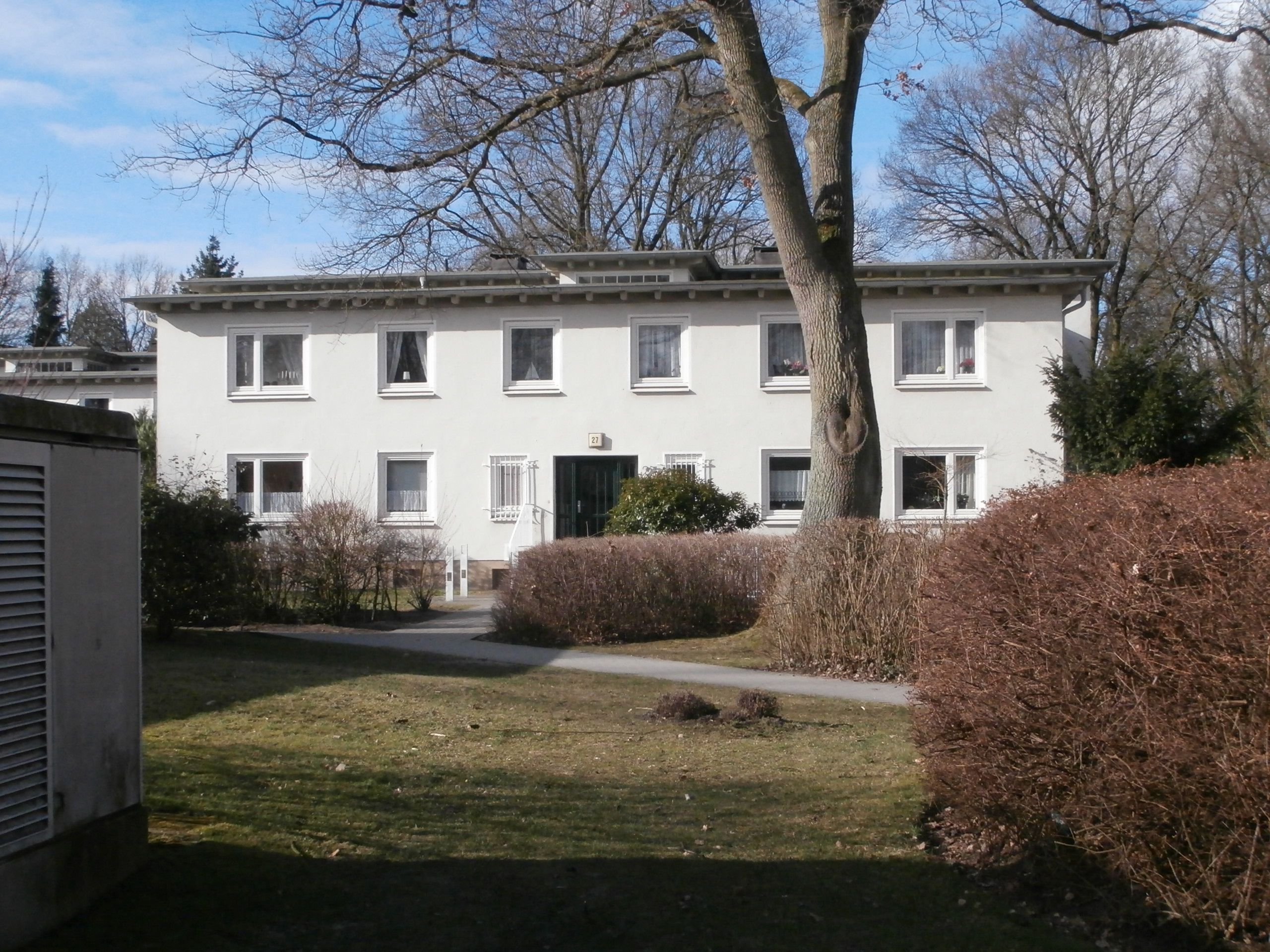
Haus Mechelnbusch 27

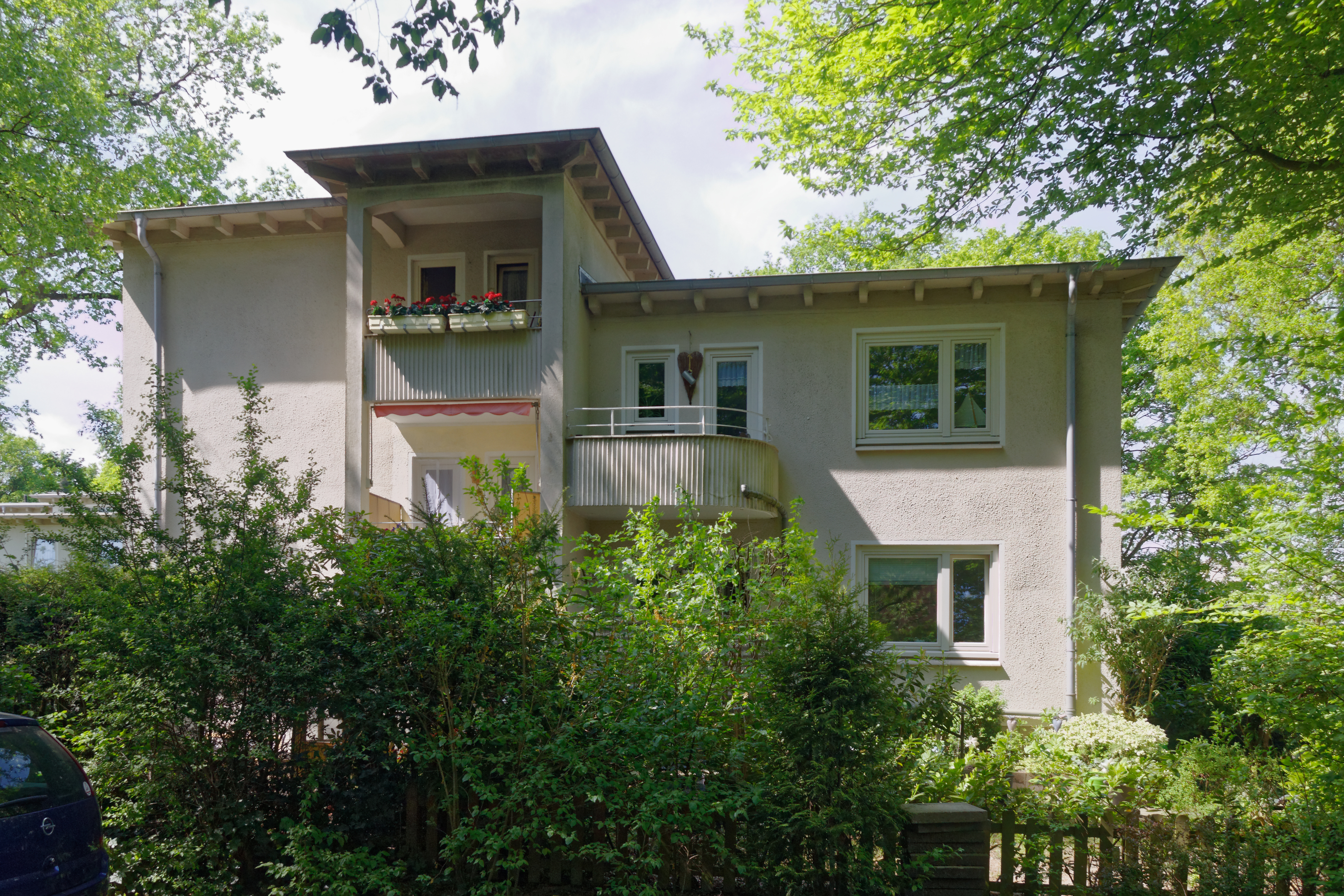
Haus Mechelnbusch 29. Erkennbar ist der Versatz der Stockwerke.

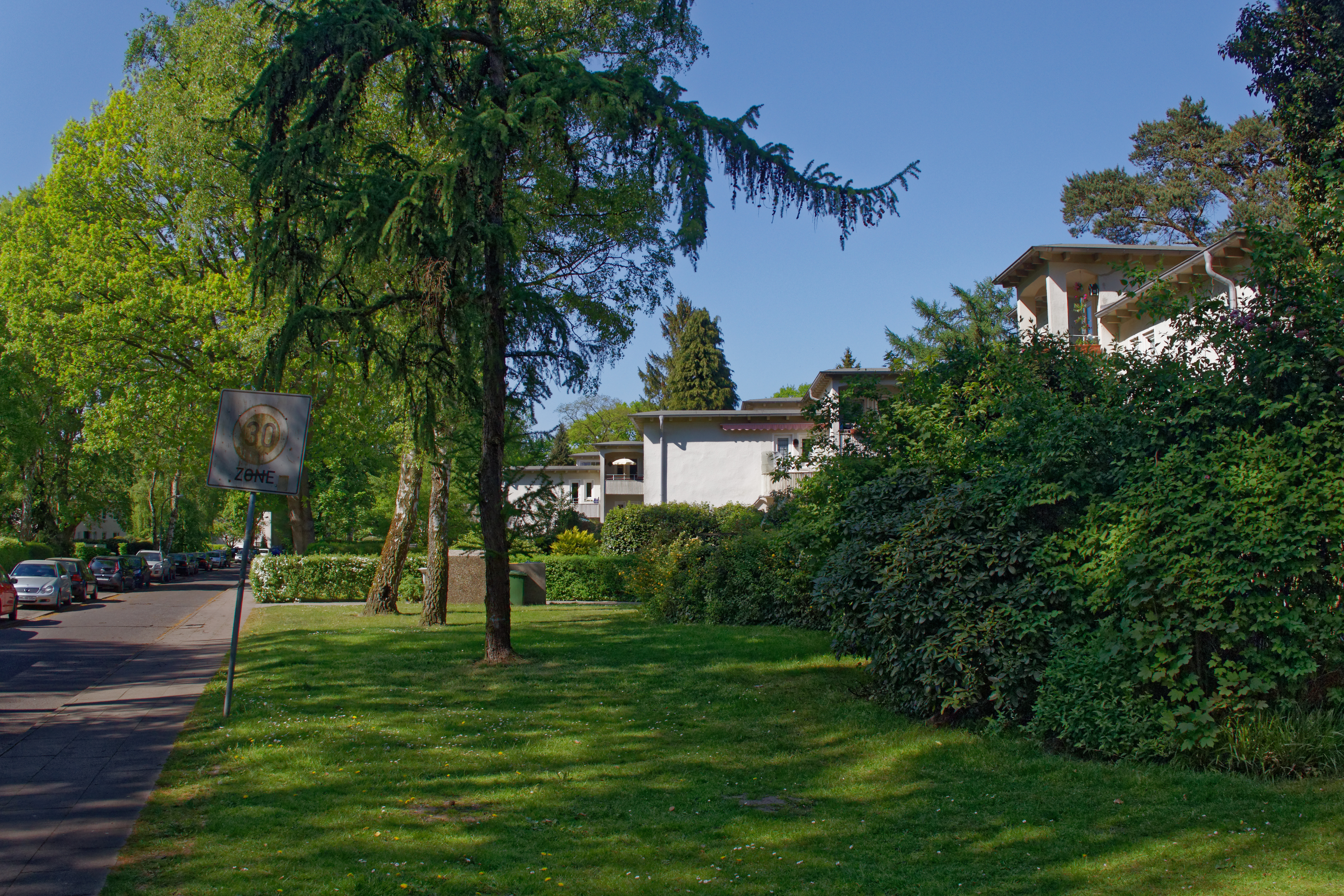
Südende der Straße Mechelnbusch

Die Siedlung Mechelnbusch liegt im Hamburger Stadtteil Rissen. Die geschlossene Wohnhaussiedlung mit ihren 28 Häusern entstand bereits in den frühen Nachkriegsjahren und war als „Siedlung mit hohem Wohnwert“ konzipiert.

## Lage
Die Siedlung grenzt im Norden an den Ortskern von Rissen und zieht sich links und rechts der Straße Mechelnbusch in Richtung Süden bis zum Tinsdaler Heideweg. Die einzelnen Gebäude sind mit zwei bis drei Stockwerken recht niedrig und als Solitäre in einer offenen Parklandschaft gruppiert.

## Geschichte
Alle Häuser entstanden nach Plänen der Architekten Heinz Graaf und Max Corleis in den Jahren 1949 bis 1951, die umgebende Parkanlage entwarf der Gartenarchitekt Karl Plomin. Auftraggeber war der Bauverein der Elbgemeinden, der bis heute Eigentümerin der Gebäude ist und für den Heinz Graaf in den 1950er und 1960er Jahren viele Siedlungsbauten errichtete. Zeittypisch musste man bei Bau und Entwurf eine gewisse Sparsamkeit beachten. Daher nutzte man zwar Beton, mischte diesem aber einen großen Anteil Trümmersplitt bei. Die hellen Putzfassaden waren zum Bauzeitpunkt für Hamburg untypisch. Das Konzept der Siedlung spiegelt die bei der Planung und Genehmigung noch geltenden Richtlinien zum sozialen Wohnungsbau der britischen Besatzungsmacht wider.

## Wohnkonzept
Die 280 Wohnungen der Anlage besitzen durchweg nur Duschbäder und waren ursprünglich mit Kochnischen in den Wohnräumen konzipiert.
Die innere Aufteilung der Häuser ist ungewöhnlich, trägt aber auch zur erwünschten aufgelockerten Gestaltung bei. Die Häuser werden durch ein zentral im Hausinneren gelegenes Treppenhaus geteilt, die vorderen und die hinteren Wohnungen sind gegeneinander um ein halbes Geschoss versetzt.
Die Wohnungen sind eng mit der Grünanlage verbunden und erhalten durch die Loggien und Terrassen ein sehr offenes Flair. Jeder Wohnung ist ein rund 200 m² großer Garten zugeordnet.

## Fotografien und Karte
Koordinaten: 53° 34′ 45,4″ N, 9° 45′ 17,6″ O

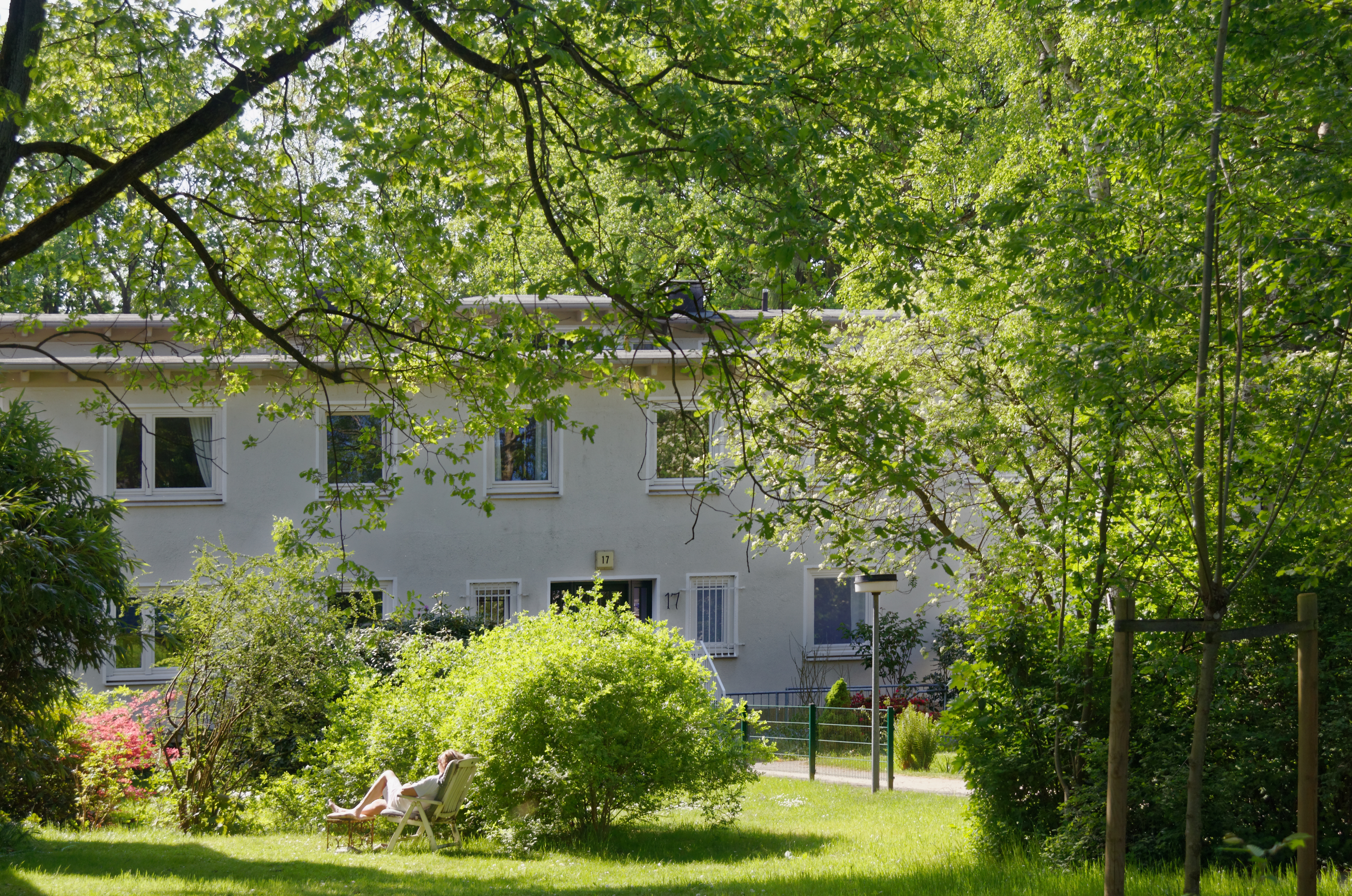
Gartenanlage im Sommer
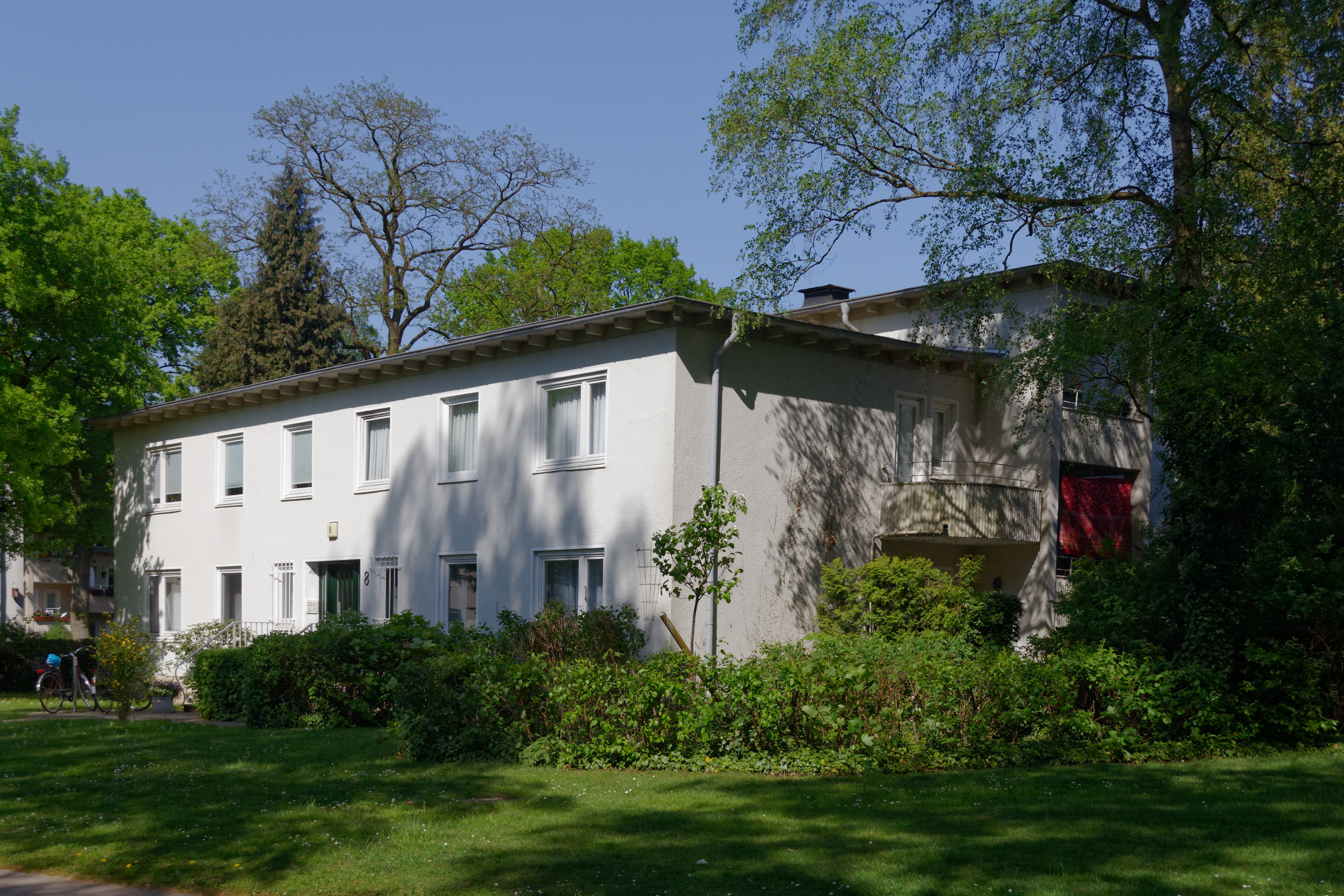
Haus 8
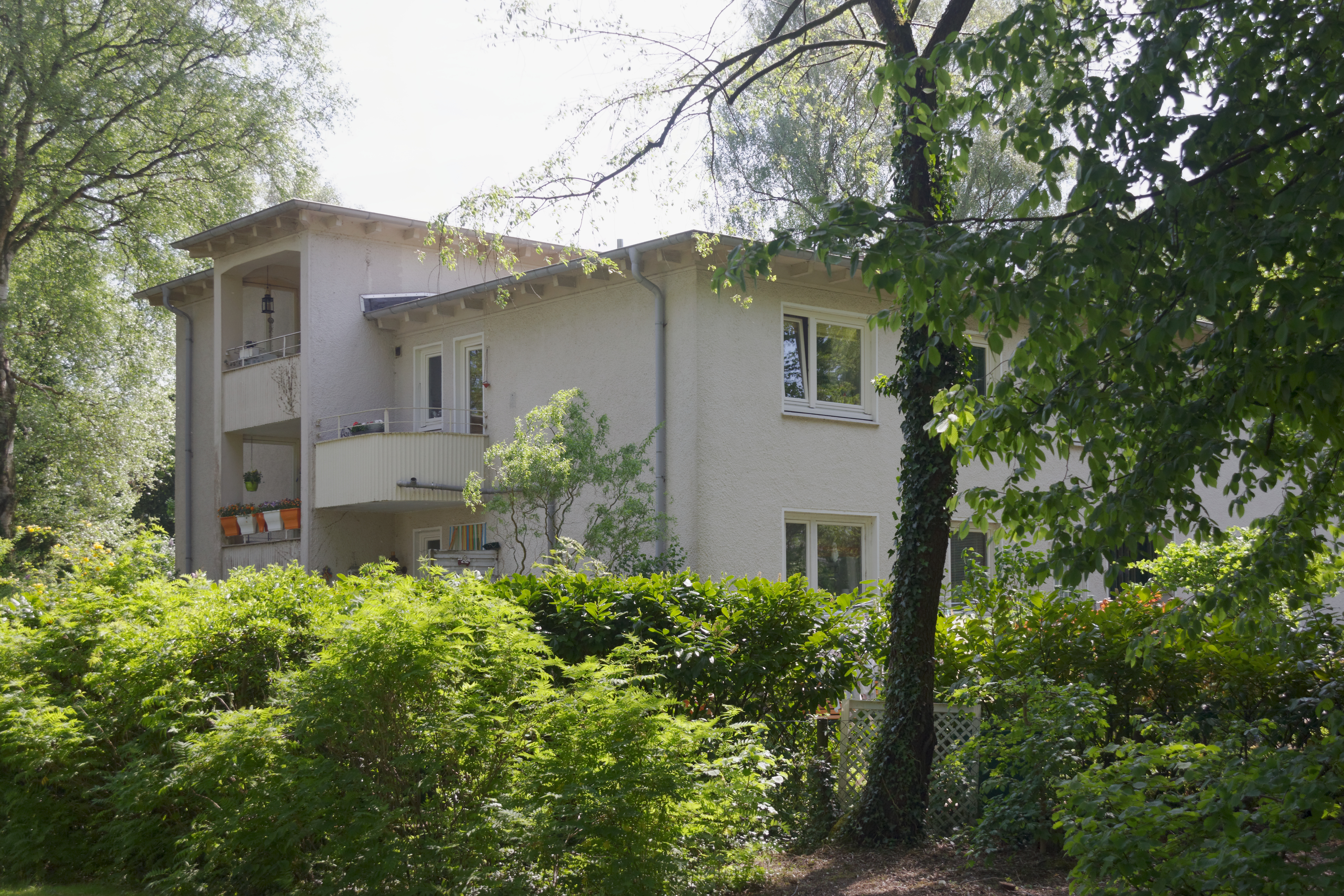
Haus 21